# Škorpioni
Els Škorpioni (en ciríl·lic: Шкорпиони), o Els Escorpins, era una unitat paramilitar sèrbia creada el 1991 durant l'establiment de la República Sèrbia de Krajina, i liderada per Slobodan Medić. Depenia del Ministeri de l'Interior serbi, i va participar en les guerres de Croàcia, Bòsnia i Kosovo, on els seus membres van estar implicats en diverses atrocitats i crims de guerra. Segons algunes fonts, el nom de la unitat faria referència al subfusell de fabricació txeca Skorpion vz.61. El 2004, un tribunal serbi va condemnar un membre dels Escorpins, Sasa Cvjetan, per la seva participació en els assassinats de Podujeva (Kosovo) l'any 1999. L'any 2007 un tribunal serbi va condemar Slobodan Medić i dos integrants més de la unitat per la seva participació en la Matança de Srebrenica, on quedà demostrat a través d'un vídeo que van assassinar sis civils musulmans. Aquest enregistrament en vídeo, que va ser la prova principal d'aquest judici, s'havia visionat per primer cop l'1 de juny de 2005 durant el judici a Slobodan Milošević al Tribunal Penal Internacional per a l'antiga Iugoslàvia.